# Rosenau am Hengstpaß
Rosenau am Hengstpaß – miejscowość i gmina w Austrii, w kraju związkowym Górna Austria, w powiecie Kirchdorf an der Krems. Liczy 672 mieszkańców.

## Współpraca
Miejscowości partnerskie:
- Hofgeismar, Niemcy